# 潮来駅

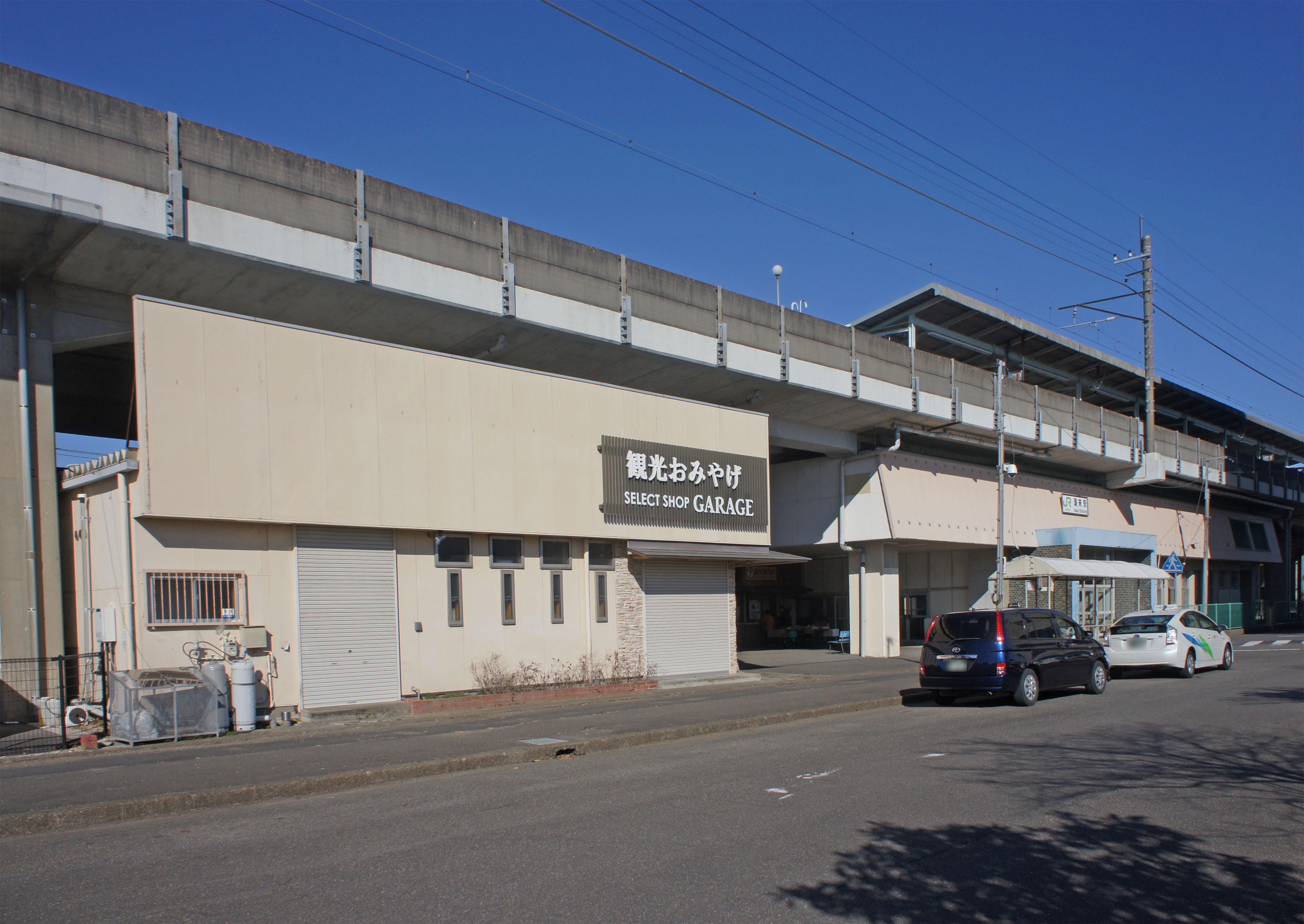
東口（2022年2月）

潮来駅（いたこえき）は、茨城県潮来市あやめ1丁目にある、東日本旅客鉄道（JR東日本）鹿島線の駅である。

## 歴史
- 1970年（昭和45年）8月20日：日本国有鉄道の駅として開業[1]。旅客のみ取扱い。
- 1987年（昭和62年）4月1日：国鉄分割民営化に伴い、東日本旅客鉄道（JR東日本）の駅となる[1]。
- 1992年（平成4年）4月1日：みどりの窓口営業開始[3]。
- 2009年（平成21年）3月14日：東京近郊区間に組み込まれる[4]。
- 2020年（令和2年）
  - 3月14日：ICカード「Suica」の利用が可能となる[5][6]。終日無人化[2][7]。
  - 4月1日：簡易委託化[2]。

## 駅構造
島式ホーム1面2線を有する高架駅である。ホームは嵩上げされていない。
鹿島神宮駅が管理する簡易委託駅で、水郷潮来観光協会が駅舎管理や切符販売を行なっている。
駅舎内には自動券売機、乗車駅証明書発行機、簡易Suica改札機が設置されている。KIOSKなどはないが、改札口を出ると観光案内所などがある。

### のりば

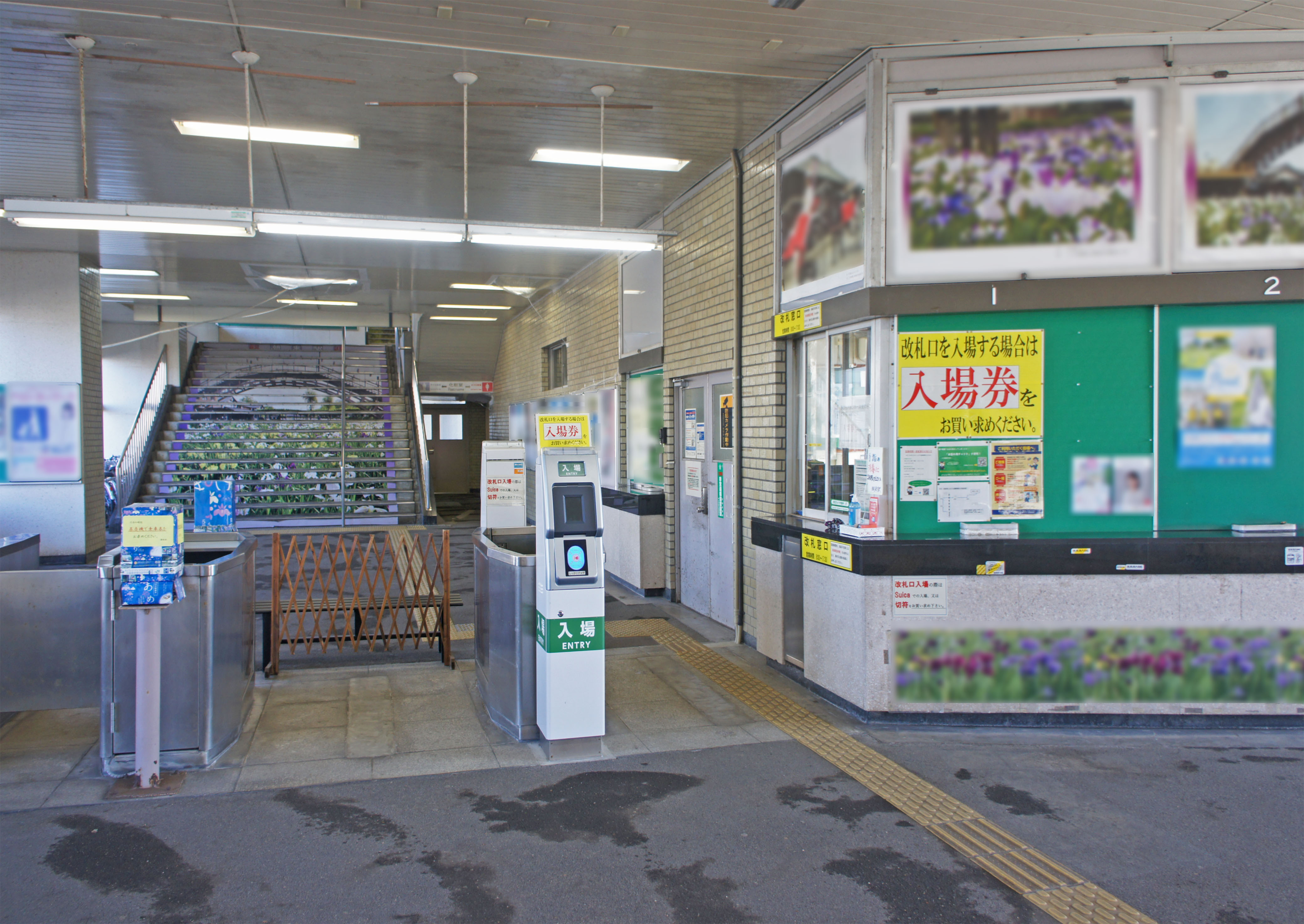
改札口（2022年2月）
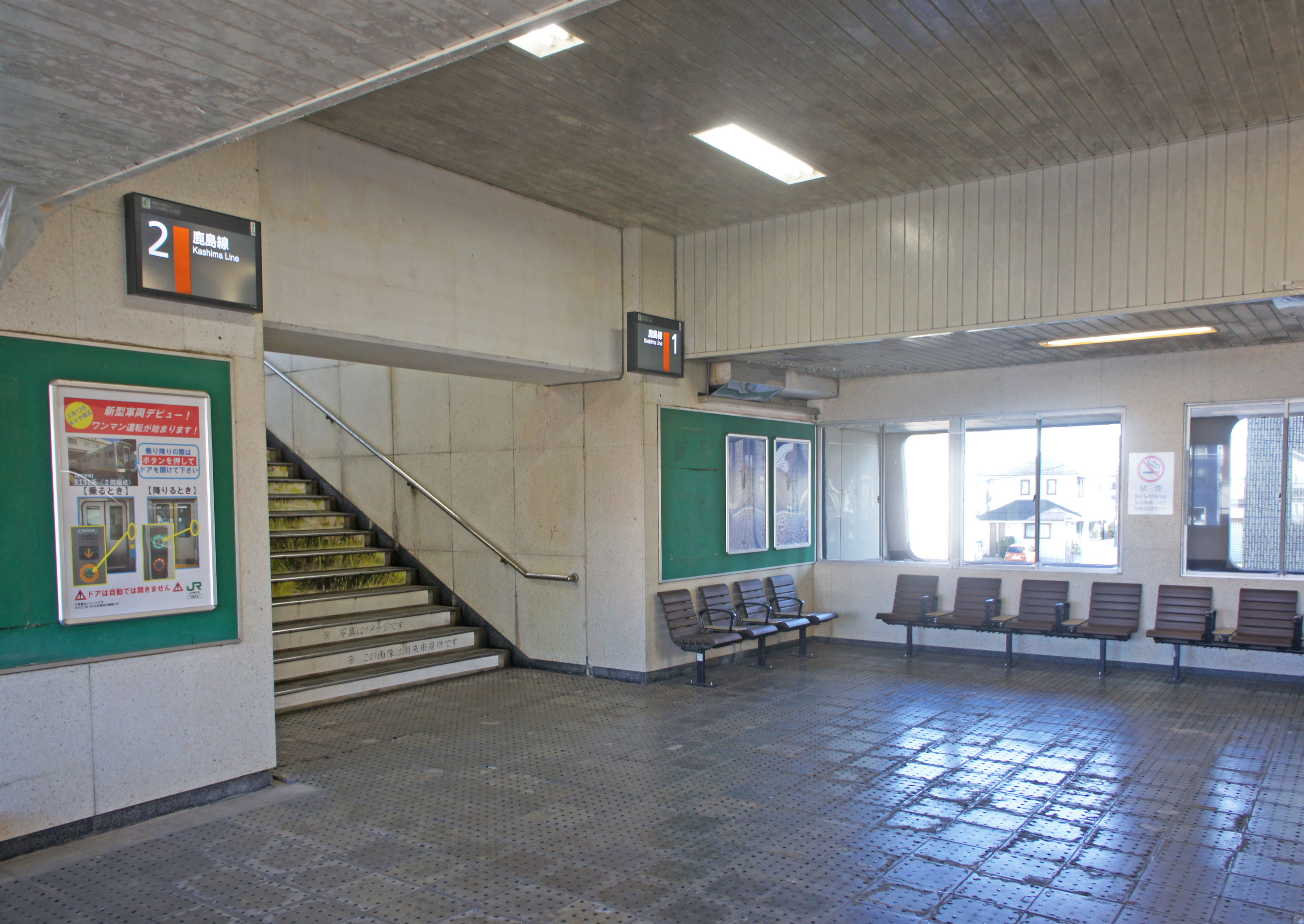
コンコース（2022年2月）
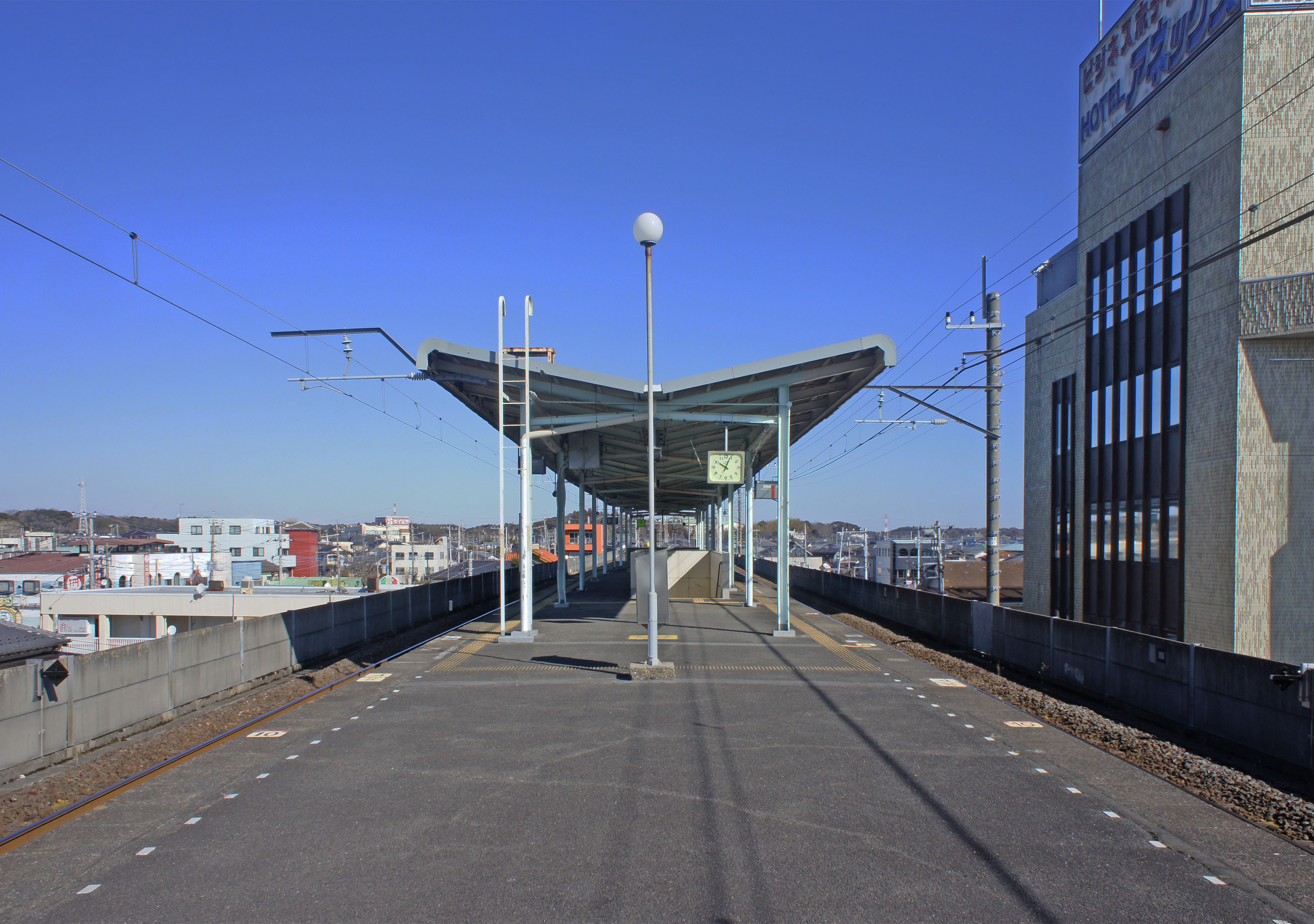
ホーム（2022年2月）

| 番線 | 路線     | 方向 | 行先                 |
| ---- | -------- | ---- | -------------------- |
| 1・2 | ■ 鹿島線 | 下り | 延方・鹿島神宮方面   |
| 1・2 | ■ 鹿島線 | 上り | 佐原・成田・東京方面 |

（出典：JR東日本:駅構内図）
- 1番線を上下本線とした一線スルー構造であり、1・2番線いずれも両方面からの列車の着発が可能である。
  - 列車交換のないときは1番線を通る。
  - 停車列車同士でのすれ違いの場合は、上りが1番線、下りが2番線を使う。
  - 停車列車と通過列車のすれ違いの場合は、通過列車が1番線、停車列車が2番線を使う。
- 毎年6月のあやめ祭り期間中には、臨時特急あやめ祭りが停車（土曜・休日）する[注釈 1]。
- 非常時には列車が当駅で折り返しとなることがある。
- ホーム長は230mあり[9] 、11両編成までに対応する。貨物列車行き違いのため、線路有効長は460mとなっている[10]。

- 改札口（2022年2月）
- コンコース（2022年2月）
- ホーム（2022年2月）

## 利用状況
JR東日本によると、2023年（令和5年）度の1日平均乗車人員は262人である。特にアヤメ開花時期である6月には休日を中心に多くの観光客で賑わいを見せる。
2000年度（平成12年度）以降の1日平均乗車人員の推移は以下のとおりである。
| 乗車人員推移       | 乗車人員推移     |
| 年度               | 1日平均 乗車人員 |
| ------------------ | ---------------- |
| 2000年（平成12年） | 636              |
| 2001年（平成13年） | 626              |
| 2002年（平成14年） | 589              |
| 2003年（平成15年） | 541              |
| 2004年（平成16年） | 491              |
| 2005年（平成17年） | 456              |
| 2006年（平成18年） | 448              |
| 2007年（平成19年） | 440              |
| 2008年（平成20年） | 405              |
| 2009年（平成21年） | 405              |
| 2010年（平成22年） | 384              |
| 2011年（平成23年） | 325              |
| 2012年（平成24年） | 352              |
| 2013年（平成25年） | 393              |
| 2014年（平成26年） | 387              |
| 2015年（平成27年） | 361              |
| 2016年（平成28年） | 349              |
| 2017年（平成29年） | 333              |
| 2018年（平成30年） | 328              |
| 2019年（令和元年） | 320              |
| 2020年（令和02年） | 248              |
| 2021年（令和03年） | 266              |
| 2022年（令和04年） | 274              |
| 2023年（令和05年） | 262              |

## 駅周辺

### 西口
- 潮来ステーションホテル
- 潮来ホテル
- 潮来釣り具センター
- セイミヤ潮来店
- 東日本銀行潮来支店
- 潮来郵便局
- 行方警察署潮来地区交番
- 常陸利根川
- 水郷潮来あやめ園
- 前川

### 東口
- ビジネスホテルアネックス
- 筑波銀行潮来支店
- 国土交通省関東地方整備局霞ヶ浦河川事務所
- 潮来市役所

## バス路線
高速バス・路線バスとも東口から発着。一部の路線バス（池田交通担当便）を除き、交通系ICカードSuica、PASMOが利用可能。潮来駅発着の高速バスは、「あそう号（東京駅・鉾田駅行き）」のみとなり、「あそう号」の運行時間外は、路線バス・タクシーで10分ほどの場所にある水郷潮来バスターミナルから「かしま号」を利用することとなる。
- 関東鉄道
  - 高速「あそう号」：東京駅行 / 鉾田駅行
  - 潮来・行方広域バス「鹿行北浦ライン」：あそう温泉「白帆の湯」行 / 道の駅いたこ行
- 関東鉄道・池田交通
  - 鹿行広域バス「神宮・あやめ・白帆ライン」：チェリオ・イオン行 / 麻生庁舎行

## 隣の駅
東日本旅客鉄道（JR東日本）
■鹿島線
十二橋駅 - 潮来駅 - 延方駅